# Puente de Trezzo
El puente de Trezzo era un puente medieval situado en Trezzo sull'Adda, Lombardía, Italia, que cruzaba el río Adda. Completado en 1377, el puente, de un solo arco, mantuvo el récord de la longitud más larga durante más de cuatrocientos años, hasta el comienzo de la era industrial, mientras que no fue hasta principios del siglo xx que se construyeron puentes de mampostería con aberturas más grandes.

## Historia
El puente de Trezzo fue construido entre 1370 y 1377 por orden del señor de Milán Bernabò Visconti. Fortificado con torres, proporcionaba acceso al Castillo Visconti, situado muy por encima del río Adda. Durante un asedio en 1416, el condotiero Carmagnola provocó deliberadamente el derrumbe de la estructura debilitando uno de sus estribos.
Su único arco tenía una luz de 72 metros,  según otras fuentes incluso hasta 76. En comparación, la segunda bóveda preindustrial más grande, el puente de Vieille-Brioude, en Francia, tiene una longitud 45 metros. Hoy en día sólo quedan los dos estribos con restos salientes de la bóveda de arco.
El puente de Trezzo no fue igualado hasta que se construyó el puente de Wearmouth en 1796, en Sunderland, Inglaterra. No fue hasta el puente Adolfo de Luxemburgo de 1903 que se lograron arcos de mampostería de mayor longitud.